# Partecipanti al Giro delle Fiandre 2022
Elenco dei partecipanti al Giro delle Fiandre 2022.
Il Giro delle Fiandre 2022 è la centoseiesima edizione della corsa. Alla competizione prendonoo parte 24 squadre, ciascuna delle quali composta da sette corridori, per un totale di 167 ciclisti (sarebbero dovute essere 25 squadre ma il 1º aprile la formazione Israel-Premier Tech annuncia la sua assenza alla corsa a causa di positività al Covid-19 di alcuni membri della propria squadra) e il Team DSM schiera solo 6 corridori.

## Corridori per squadra
Nota: R ritirato, NP non partito, FT fuori tempo, SQ squalificato
| Quick-Step Alpha Vinyl Team        | Quick-Step Alpha Vinyl Team        | Quick-Step Alpha Vinyl Team        | UAE Team Emirates       | UAE Team Emirates       | UAE Team Emirates       | Movistar Team             | Movistar Team              | Movistar Team             |
| ---------------------------------- | ---------------------------------- | ---------------------------------- | ----------------------- | ----------------------- | ----------------------- | ------------------------- | -------------------------- | ------------------------- |
| 1                                  | Kasper Asgreen                     | 23º                                | 91                      | Tadej Pogačar           | 4º                      | 181                       | Alex Aranburu              | 20º                       |
| 2                                  | Yves Lampaert                      | 30º                                | 92                      | Rui Oliveira            | R                       | 182                       | Imanol Erviti              | 71º                       |
| 3                                  | Tim Declercq                       | R                                  | 93                      | Alexys Brunel           | R                       | 183                       | Iván García Cortina        | 22º                       |
| 4                                  | Jannik Steimle                     | 46º                                | 94                      | Oliviero Troia          | R                       | 184                       | Johan Jacobs               | 64º                       |
| 5                                  | Florian Sénéchal                   | 38º                                | 95                      | Felix Groß              | R                       | 185                       | Mathias Norsgaard          | 57º                       |
| 6                                  | Zdeněk Štybar                      | 54º                                | 96                      | Vegard Stake Laengen    | R                       | 186                       | Max Kanter                 | 91º                       |
| 7                                  | Bert Van Lerberghe                 | R                                  | 97                      | Matteo Trentin          | 34º                     | 187                       | Iñigo Elosegui             | 82º                       |
| Jumbo-Visma                        | Jumbo-Visma                        | Jumbo-Visma                        | TotalEnergies           | TotalEnergies           | TotalEnergies           | Team DSM                  | Team DSM                   | Team DSM                  |
| 11                                 | Mick van Dijke                     | 75º                                | 101                     | Edvald Boasson Hagen    | R                       | 191                       | John Degenkolb             | 18º                       |
| 12                                 | Tiesj Benoot                       | 13º                                | 102                     | Geoffrey Soupe          | R                       | 192                       | Søren Kragh Andersen       | NP                        |
| 13                                 | Christophe Laporte                 | 9º                                 | 103                     | Maciej Bodnar           | R                       | 193                       | Nikias Arndt               | R                         |
| 14                                 | Edoardo Affini                     | R                                  | 104                     | Daniel Oss              | R                       | 194                       | Niklas Märkl               | 85º                       |
| 15                                 | Mike Teunissen                     | 19º                                | 105                     | Niki Terpstra           | 29º                     | 195                       | Joris Nieuwenhuis          | 39º                       |
| 16                                 | Timo Roosen                        | R                                  | 106                     | Anthony Turgis          | R                       | 196                       |                            |                           |
| 17                                 | Nathan Van Hooydonck               | 42º                                | 107                     | Sandy Dujardin          | 60º                     | 197                       | Kevin Vermaerke            | R                         |
| Lotto Soudal                       | Lotto Soudal                       | Lotto Soudal                       | Ineos Grenadiers        | Ineos Grenadiers        | Ineos Grenadiers        | B&B Hotels-KTM            | B&B Hotels-KTM             | B&B Hotels-KTM            |
| 21                                 | Victor Campenaerts                 | 33º                                | 111                     | Thomas Pidcock          | 14º                     | 201                       | Alexis Gougeard            | R                         |
| 22                                 | Cédric Beullens                    | 65º                                | 112                     | Kim Heiduk              | R                       | 202                       | Quentin Jauregui           | 80º                       |
| 23                                 | Tim Wellens                        | 43º                                | 113                     | Jhonatan Narváez        | 52º                     | 203                       | Victor Koretzky            | 59º                       |
| 24                                 | Roger Kluge                        | R                                  | 114                     | Ben Turner              | 35º                     | 204                       | Jordi Warlop               | R                         |
| 25                                 | Sébastien Grignard                 | 73º                                | 115                     | Magnus Sheffield        | 69º                     | 205                       | Cyril Lemoine              | 70º                       |
| 26                                 | Brent Van Moer                     | 61º                                | 116                     | Ben Swift               | 74º                     | 206                       | Luca Mozzato               | 25º                       |
| 27                                 | Florian Vermeersch                 | 76º                                | 117                     | Dylan van Baarle        | 2º                      | 207                       | Julien Morice              | 103º                      |
| Intermarché-Wanty-Gobert Matériaux | Intermarché-Wanty-Gobert Matériaux | Intermarché-Wanty-Gobert Matériaux | Team BikeExchange-Jayco | Team BikeExchange-Jayco | Team BikeExchange-Jayco | Bingoal Pauwels Sauces WB | Bingoal Pauwels Sauces WB  | Bingoal Pauwels Sauces WB |
| 31                                 | Alexander Kristoff                 | 10º                                | 121                     | Michael Matthews        | 11º                     | 211                       | Timothy Dupont             | R                         |
| 32                                 | Tom Devriendt                      | 66º                                | 122                     | Alexander Edmondson     | R                       | 212                       | Mathijs Paasschens         | R                         |
| 33                                 | Boy van Poppel                     | R                                  | 123                     | Dion Smith              | 53º                     | 213                       | Arjen Livyns               | 32º                       |
| 34                                 | Aimé De Gendt                      | 27º                                | 124                     | Luke Durbridge          | 83º                     | 214                       | Stanisław Aniołkowski      | 92º                       |
| 35                                 | Andrea Pasqualon                   | 44º                                | 125                     | Campbell Stewart        | R                       | 215                       | Karl Patrick Lauk          | R                         |
| 36                                 | Adrien Petit                       | R                                  | 126                     | Sam Bewley              | R                       | 216                       | Ludovic Robeet             | 95º                       |
| 37                                 | Taco van der Hoorn                 | 72º                                | 127                     | Kelland O'Brien         | R                       | 217                       | Tom Wirtgen                | R                         |
| AG2R Citroën Team                  | AG2R Citroën Team                  | AG2R Citroën Team                  | Astana Qazaqstan Team   | Astana Qazaqstan Team   | Astana Qazaqstan Team   | Sport Vlaanderen-Baloise  | Sport Vlaanderen-Baloise   | Sport Vlaanderen-Baloise  |
| 41                                 | Greg Van Avermaet                  | 15º                                | 131                     | Gianni Moscon           | R                       | 221                       | Julian Mertens             | 58º                       |
| 42                                 | Lawrence Naesen                    | 41º                                | 132                     | Leonardo Basso          | R                       | 222                       | Vito Braet                 | R                         |
| 43                                 | Bob Jungels                        | 56º                                | 133                     | Manuele Boaro           | R                       | 223                       | Sander De Pestel           | 90º                       |
| 44                                 | Stan Dewulf                        | 99º                                | 134                     | Evgenij Fëdorov         | 101º                    | 224                       | Lindsay De Vylder          | 68º                       |
| 45                                 | Michael Schär                      | 100º                               | 135                     | Michele Gazzoli         | R                       | 225                       | Robbe Ghys                 | 45º                       |
| 46                                 | Damien Touzé                       | 77º                                | 136                     | Davide Martinelli       | R                       | 226                       | Arne Marit                 | 81º                       |
| 47                                 | Gijs Van Hoecke                    | R                                  | 137                     | Artëm Zacharov          | 86º                     | 227                       | Kenneth Van Rooy           | R                         |
| EF Education-EasyPost              | EF Education-EasyPost              | EF Education-EasyPost              | Bahrain Victorious      | Bahrain Victorious      | Bahrain Victorious      | Team Arkéa-Samsic         | Team Arkéa-Samsic          | Team Arkéa-Samsic         |
| 51                                 | Alberto Bettiol                    | R                                  | 141                     | Heinrich Haussler       | R                       | 231                       | Amaury Capiot              | 24º                       |
| 52                                 | Jens Keukeleire                    | R                                  | 142                     | Filip Maciejuk          | 84º                     | 232                       | Christophe Noppe           | R                         |
| 53                                 | Owain Doull                        | R                                  | 143                     | Jan Tratnik             | 12º                     | 233                       | Matis Louvel               | 17º                       |
| 54                                 | Tom Scully                         | 36º                                | 144                     | Matej Mohorič           | 21º                     | 234                       | Markus Pajur               | 94º                       |
| 55                                 | Sebastian Langeveld                | 63º                                | 145                     | Jasha Sütterlin         | 26º                     | 235                       | Kévin Ledanois             | R                         |
| 56                                 | Jonas Rutsch                       | 89º                                | 146                     | Dylan Teuns             | 6º                      | 236                       | Clément Russo              | 49º                       |
| 57                                 | Łukasz Wiśniowski                  | R                                  | 147                     | Fred Wright             | 7º                      | 237                       | Connor Swift               | 62º                       |
| Trek-Segafredo                     | Trek-Segafredo                     | Trek-Segafredo                     | Bora-Hansgrohe          | Bora-Hansgrohe          | Bora-Hansgrohe          | Uno-X Pro Cycling Team    | Uno-X Pro Cycling Team     | Uno-X Pro Cycling Team    |
| 61                                 | Jasper Stuyven                     | 50º                                | 151                     | Nils Politt             | 47º                     | 241                       | Kristoffer Halvorsen       | R                         |
| 62                                 | Edward Theuns                      | 67º                                | 152                     | Jonas Koch              | 87º                     | 242                       | Tobias Halland Johannessen | R                         |
| 63                                 | Mads Pedersen                      | 8º                                 | 153                     | Marco Haller            | 102º                    | 243                       | William Blume Levy         | R                         |
| 64                                 | Alex Kirsch                        | 78º                                | 154                     | Jordi Meeus             | R                       | 244                       | Erik Resell                | R                         |
| 65                                 | Daan Hoole                         | R                                  | 155                     | Ryan Mullen             | R                       | 245                       | Anders Skaarseth           | 28º                       |
| 66                                 | Toms Skujiņš                       | 96º                                | 156                     | Martin Laas             | R                       | 246                       | Søren Wærenskjold          | R                         |
| 67                                 | Otto Vergaerde                     | 79º                                | 157                     | Danny van Poppel        | 16º                     | 247                       | Rasmus Tiller              | 88º                       |
|                                    |                                    |                                    | Cofidis                 |                         |                         |                           |                            |                           |
| 71                                 |                                    |                                    | 161                     | Piet Allegaert          | R                       |                           |                            |                           |
| 72                                 |                                    |                                    | 162                     | Tom Bohli               | R                       |                           |                            |                           |
| 73                                 |                                    |                                    | 163                     | Wesley Kreder           | NP                      |                           |                            |                           |
| 74                                 |                                    |                                    | 164                     | Sander Armée            | 48º                     |                           |                            |                           |
| 75                                 |                                    |                                    | 165                     | Szymon Sajnok           | 93º                     |                           |                            |                           |
| 76                                 |                                    |                                    | 166                     | Kenneth Vanbilsen       | R                       |                           |                            |                           |
| 77                                 |                                    |                                    | 167                     | Jelle Wallays           | R                       |                           |                            |                           |
| Alpecin-Fenix                      | Alpecin-Fenix                      | Alpecin-Fenix                      | Groupama-FDJ            | Groupama-FDJ            | Groupama-FDJ            |                           |                            |                           |
| 81                                 | Mathieu van der Poel               | 1º                                 | 171                     | Stefan Küng             | 5º                      |                           |                            |                           |
| 82                                 | Gianni Vermeersch                  | 40º                                | 172                     | Lewis Askey             | 55º                     |                           |                            |                           |
| 83                                 | Michael Gogl                       | R                                  | 173                     | Kevin Geniets           | 37º                     |                           |                            |                           |
| 84                                 | Silvan Dillier                     | 98º                                | 174                     | Olivier Le Gac          | 31º                     |                           |                            |                           |
| 85                                 | Xandro Meurisse                    | R                                  | 175                     | Fabian Lienhard         | 51º                     |                           |                            |                           |
| 86                                 | Oscar Riesebeek                    | R                                  | 176                     | Tobias Ludvigsson       | R                       |                           |                            |                           |
| 87                                 | Julien Vermote                     | 97º                                | 177                     | Valentin Madouas        | 3º                      |                           |                            |                           |